# لمس سمور
لمس سمور (انگلیسی: That Touch of Mink) فیلمی در ژانر کمدی رمانتیک به کارگردانی دلبرت من است که در سال ۱۹۶۲ منتشر شد. این فیلم برنده جایزه گلدن گلوب بهترین فیلم موزیکال یا کمدی شده است.

## بازیگران
- دوریس دی
- کری گرانت
- گیگ یانگ
- جان آستین
- دیک سارجنت
- جان فیدلر
- آدری مدوز
- میکی منتل
- الن هیوئیت